# St. Simon und Judas Thaddäus (Oberembt)
Koordinaten: 50° 57′ 23,7″ N, 6° 29′ 43,8″ O
Die Kirche St. Simon und Judas Thaddäus ist die römisch-katholische Pfarrkirche des Ortsteils Oberembt der Stadt Elsdorf (Rheinland) im Rhein-Erft-Kreis (Nordrhein-Westfalen).
Die Kirche ist unter Nummer 91 in die Liste der Baudenkmäler in Elsdorf (Rheinland) eingetragen.

## Geschichte
Die Oberembter Kirche geht aus einer Kapelle hervor deren Patronatsrechte die Kölner Abtei St. Pantaleon besaß. Im Jahre 1582 wurde Oberembt eigenständige Pfarrgemeinde, bis dahin war es eine Filiale von Niederembt. Der Vorgängerbau der heutigen Kirche war eine Saalkirche aus dem 11. oder 12. Jahrhundert. Im späten 12. Jahrhundert wurde daran ein nördliches Seitenschiff angebaut. Im 13. Jahrhundert wurde das Seitenschiff verlängert und eine halbkreisförmige Apsis angebaut. Diese romanische Kirche wurde ab Ende des 14. Jahrhunderts gotisch umgebaut. Zunächst wurde ein neuer Chor mit dreiseitigem Chorschluss und Sterngewölbe an das Mittelschiff und ein rechteckiger Nebenchor an das nördliche Seitenschiff angebaut. 1490 wurde der dreigeschossige Glockenturm in den Westteil des Mittelschiffs eingebaut. Um 1524 wurden Mittelschiff und nördliches Seitenschiff als gotische Hallenkirche umgebaut. Bis 1847 war die Kirche eine zweischiffige Anlage. 1847 wurde das Gotteshaus schließlich um das südliche, neogotische Seitenschiff erweitert. Die Fenster sind 1954 eingesetzt worden.

## Ausstattung
In der Kirche befinden sich eine Rankenmalerei von 1524, welche 1954 freigelegt und passend ergänzt wurde, ein barocker Nebenaltar von 1738, eine Kanzel aus dem gleichen Jahr, ein Taufstein aus dem späten 17. Jahrhundert, ein steinerner, neogotischer Hochaltar von 1850 und mehrere historische Figuren aus verschiedenen Jahrhunderten. Die Fenster sind 1954 eingesetzt worden.